# Dendropanax yunnanensis
Dendropanax yunnanensis là một loài thực vật có hoa trong Họ Cuồng cuồng. Loài này được C.J.Tseng & G.Hoo mô tả khoa học đầu tiên năm 1965.